# 産業組合
産業組合（さんぎょうくみあい）とは、1900年に公布された産業組合法によって設立された日本の協同組合のこと。現在の農業協同組合、信用金庫、信用協同組合、生活協同組合の母体となった。

## 事業
以下の4つの業種がある。当初は、信用事業と他の事業の兼営は認められていなかったが、1906年に産業組合法が改正され、兼営が可能となった。
- 信用：組合員からの貯金の受け入れ、生産や生活に必要な資金の貸付、為替の取り扱いなどの金融サービス。
- 販売：組合員が生産した産物を共同で有利に販売する。
- 購買：組合員の生産に必要な資材、生活物資を共同購入して供給する。
- 利用：組合員が個人では持てない生産・生活関連施設を共同で設置し、利用する。

## 歴史

### 前史
産業組合法が成立する以前から、頼母子・無尽講や報徳社などの勤倹貯蓄組合や販売・購入組合などが自発的に誕生していた。またドイツの協同組合のあり方を参考に、品川弥二郎や平田東助らが信用組合法案を構想し、1891年の帝国議会に議案として提出したが、審議未了で廃案となっている。その後、農商務省によって法案が整備され、1897年に法案を帝国議会に提出するが成立せず、1900年に再度提出してようやく成立した。

### 農村への普及
当初は、信用事業を中心とする農村組合として組織されることが多く、そのため構成員も富裕な地主・上層農民が中心となる傾向が強かった。日露戦争後、疲弊する農村経済の維持・発展をめざす産業組合運動が盛んになり、全国に普及。明治38年（1905年）、全国農事会会長（入新井信用組合長）の加納久宜（子爵）が全国産業組合役員協議会（後の全国産業組合大会）を開催し、同年に大日本産業組合中央会が創設される（会頭は平田東助、副会頭は加納久宜）。道府県にはその分会が置かれるようになり、系統化が進められた。

### 産業組合の1923年
- 産業組合中央会、国際協同組合同盟（ICA）に加入（1940年脱退）
- 産業組合中央金庫設立
- 全国購買組合連合会設立

### 農山漁村経済更生運動の担い手
1930年、昭和恐慌が始まると、農村経済は甚大な影響を受けた。これに対し農林省は、1932年から農山漁村経済更生運動に着手するが、この中核として期待されたのが産業組合である。政府は、産業組合が設置されていない町村の解消と、信用・購買・販売・利用の4種事業の兼営を推奨した。
さらに、全農家を産業組合に加入させて、組織強化を図るため、政府は1932年に産業組合法を改正した。この法改正によって、それまで法的に拘束されることのなかった部落単位の農家組合である農事実行改良組合などの農事小組合は簡易法人として認可され、法人として産業組合に加入することが可能となった。また、1933年には、農村負債整理組合法が公布され、国庫からの低利融資の受け皿として集落単位の負債整理組合が設立されるが、その大半は産業組合が担った。
勢いづいた産業組合中央会は、1933年からは産業組合拡充5か年計画運動を開始した。その実行部隊となったのが、同年に全国連合化した産業組合青年連盟（産青連）である。このような活動は、商工業界からの反発（反産運動）を招くことにもなった。

### 戦時統制
産青連はその後新体制運動に合流し、1940年には農村共同体建設同盟に改組されたが、1942年に政府から解散を命じられた。
日中戦争が長期化すると、各種農業団体の統合が課題となった。1941年には、帝国農会・産業組合中央会・全国販売購買組合連合会・産業組合中央金庫などの中央7団体によって、中央農業協力会が結成される。
さらに1943年、農業団体の統合を目指して農業団体法が成立した。これにより、中央では帝国農会・産業組合中央会などが解散し、中央農業会・全国農業経済会に再編された。地方においては農会・産業組合などが解散、市町村・道府県単位で農業会に再編され、協同組合から戦時統制団体へと転換した。
また、産業組合中央金庫は農林中央金庫に改称した。
中央農業会など農業会の全国組織は、1945年7月には戦時農業団として統合され、9月には全国農業会と改称。農業会は1948年までに農業協同組合へと移行した。

### 都市金融
1917年、政府は産業組合法を改正し、市街地の信用組合を、都市の中小商工業者専用の市街地信用組合と、従来の産業組合法に基づく準市街地信用組合に分けた。その後、市街地信用組合は徐々に定着し、都市における金融機関として発展していった。その結果、1943年には従来の産業組合法から独立した市街地信用組合法が成立し、範囲を拡大した市街地信用組合は信用金庫へと移行していく。